# William Paul Young
William Paul Young (* 11. května 1955 Grande Prairie, Alberta) je kanadský spisovatel, známý zejména díky svému románu Chatrč.

## Životopis
William Paul Young se narodil v roce 1955 v Grande Prairie v Kanadě. Byl nejstarší a měl tři sourozence. Jeho otec byl pastor v různých menších sborech. Prvních deset let prožil se svými rodiči misionáři v nizozemské vysočině Nové Guineje, v regionu Západní Papui mezi obyvateli Dani, v kmenu domorodců s vyspělostí a technikou doby kamenné. Tito lidé se stali jeho rodinou a ač byl prvním bílým dítětem v kmeni, který mluvil jejich řečí, byl poctěn a zasvěcen do jejich kultury a společenství. Když mu bylo šest let, byl letecky přepraven do internátní školy. Rodiče často měnili své působiště a proto W. Paul Young vystřídal 13 různých škol. Nakonec vystudoval náboženství na Warner Pacific College v Portlandu v Oregonu. Rok na to se oženil s Kim Warrenovou, se kterou má šest dětí.

### Kariéra spisovatele
Young psal především proto, aby svým přátelům vytvořil jedinečné dárky a to až do doby, kdy ho jeho žena opakovaně prosila, aby napsal něco pro jejich šest dětí. Něco, co by dětem přiblížilo otcův pohled na Boha a na vnitřní uzdravení, které Young prožil jako dospělý. Výsledný rukopis, pojmenovaný Chatrč, byl určen pouze pro jeho šest dětí a pro hrstku blízkých přátel.
Young nejdříve vytvořil pouze 15 kopií této knihy. Dva z jeho blízkých přátel ho povzbuzovali, aby knihu publikoval a spolupracovali na editaci knihy, aby mohl být rukopis publikován široké veřejnosti. 26 nakladatelů knihu odmítlo, a tak Young a jeho přátelé knihu publikovali pod hlavičkou svého nově vzniklého nakladatelství „Windblown Media“ v roce 2007. Společnost vynaložila na reklamu pouze 200$; Nakonec se kniha stala bestsellerem a obsadila první příčku mezi brožovanými beletriemi v červnu roku 2008 deníku New York Times. „Chatrč“ byla nejprodávanější beletrií a audio knihou roku 2008, a to až do 30. listopadu.
Young se dlouhodobě zaměřuje na dílo C. S. Lewise. Young oceňuje Lewise za jeho zaujetí charaktery postav, zejména při zkoumání obtížných otázek směřujících k víře v Boha.

## Osobní
Young pobývá v současné době v Happy Valley, Oregonu se svojí ženou. Young má šest dětí ve věku od 17 do 30 let, má dvě snachy a tři vnoučata.
V rozhovoru pro World Magazine Susan Olasky, Young, který už není členem žádné církve, řekl „institucionální církev (náboženská) nepracuje pro ty, kdo jsou zranění a zničení... Pokud je Bůh milující Otec a ve světě je milost, ale nefunguje to pro ty z nás, kterým nebyla podána ta správná ruka, tak proč tohle děláme?
Článek v Macleanově časopise ze srpna 2008 uvádí, že Young je Kanaďan, který se narodil misionářům ve městě Dutch, v Nové Guineji, Young byl sexuálně zneužíván některými lidmi, kterým jeho rodiče sloužili/kázali, poté co se vrátil zpět domů, do křesťanské internátní školy. Young se protloukal životem, posilován částečně svojí vírou, ale zejména díky své ženě Kim, uchoval svá tajemství a vytvořil si svoji chatrč: „místo, kde můžeme schovat všechny naše krámy“, jak ji nazval. V 38 letech, se ocitl na dně. „Měl jsem tříměsíční poměr s jednou ženou – s jednou z nejlepších přítelkyň své ženy. To bylo to, co odválo moji malou víru stranou. Buď jsem mohl padnout na kolena a zabývat se bolestí své ženy nebo se ve vzteku zabít.“ Tento poměr ho málem stál manželství. Následujících 11 let pracoval na tom, aby porozuměl přirozenosti a charakteru Boha. Na konci roku 2004 došel k poznání, které mu dalo vnitřní pokoj a vnitřní porozumění toho, kým věří, že Bůh je – tento proces vložil do víkendu v knize.